# Loup City
Loup City è un comune degli Stati Uniti d'America, situato in Nebraska, nella contea di Sherman, della quale è il capoluogo.